# Халіс Озках'я
Халіс Озках'я (тур. Halis Özkahya, *30 травня 1980, Кютах'я) — турецький футбольний арбітр. Арбітр ФІФА з 2009 року.

## Кар'єра
З 17 років судить матчі третьої ліги, з 2001 судить матчі другої ліги, через два роки Халіс вже судить матчі Кубка Туреччини, а з 2005 матчі Суперліги.
З 2009 арбітр ФІФА. 9 липня того ж року дебютував в Лізі Європи УЄФА, судив матч між казахським «Іртишом» та угорським ФК «Халадаш» 2:1.
З червня 2011 судив матчі між національними збірними.

## Статистика
| Сезон     | Суперліга | Кубок Туреччини | Ліга Європи | Ліга чемпіонів | Збірні |
| --------- | --------- | --------------- | ----------- | -------------- | ------ |
| 2006/2007 | 11        | 0               | –           | –              | –      |
| 2007/2008 | 16        | 1               | –           | –              | –      |
| 2008/2009 | 15        | 1               | –           | –              | –      |
| 2009/2010 | 16        | 1               | 0 / 1       | 0              | 0      |
| 2010/2011 | 17        | 2               | 0 / 1       | 0              | 1      |
| 2011/2012 | 17        | 1               | 2 / 0       | 0 / 2          | 0      |
| 2012/2013 | 15        | 0               | 1 / 1       | 0              | 1      |
| 2013/2014 | 19        | 0               | 2 / 2       | 0              | 0      |
| 2014/2015 | 21        | 0               | 4 / 4       | 0              | 1      |
| Разом     | 147       | 6               | 6 / 6       | 0 / 2          | 3      |

## Матчі національних збірних
| Дата            | Місце проведення    | Збірні                     | Рахунок | Турнір               | ЖК | YK · YK · RK | RK |
| --------------- | ------------------- | -------------------------- | ------- | -------------------- | -- | ------------ | -- |
| 1 червня 2011   | Київ, Україна       | Україна – Узбекистан       | 2 – 0   | Товариський матч     | 1  | 0            | 0  |
| 15 серпня 2012  | Скоп'є, Македонія   | Північна Македонія – Литва | 1 – 0   | Товариський матч     | 4  | 0            | 0  |
| 26 березня 2013 | Нюрнберг, Німеччина | Німеччина – Казахстан      | 4 – 1   | Кваліфікація ЧС 2014 | 0  | 0            | 0  |
| 28 березня 2015 | Баку, Азербайджан   | Азербайджан – Мальта       | 2 – 0   | Кваліфікація ЧЄ 2016 | 3  | 0            | 0  |
| 13 червня 2015  | Ельбасан, Албанія   | Албанія – Франція          | 1 – 0   | Товариський матч     | 4  | 0            | 0  |